# 2月16日 (旧暦)
旧暦2月16日は旧暦2月の16日目である。六曜は大安である。

## できごと
- 承平5年（ユリウス暦935年3月23日） - 紀貫之が土佐から京に帰着。『土佐日記』の旅を終える[要出典]
- 応和元年（ユリウス暦961年3月5日） - 辛酉革命により天徳から応和に改元[要出典]
- 康平6年（ユリウス暦1063年3月18日） - 前九年の役で敗れた安倍貞任・藤原経清の首が京都西獄門に晒される
- 文明6年（ユリウス暦1474年3月4日） - 一休宗純が大徳寺の住持に就任

## 誕生日
- 貞応元年（ユリウス暦1222年3月30日） - 日蓮、日蓮宗の開祖 （+ 1282年）
- 寛文6年（グレゴリオ暦1666年3月21日） - 荻生徂徠、儒学者 （+ 1728年）
- 天保9年（グレゴリオ暦1838年3月11日） - 大隈重信、8・17代内閣総理大臣・早稲田大学創立 （+ 1922年）
- 安政5年（グレゴリオ暦1858年3月30日） - 湯浅半月、聖書学者･詩人（+ 1943年）

## 忌日
- 建久元年（ユリウス暦1190年3月23日） - 西行、歌人（* 1118年）（西行忌は2月15日）
- 文政12年（グレゴリオ暦1829年3月20日） - 高橋景保、江戸幕府天文方・伊能忠敬の測量に協力（* 1785年）